# Мехралі Гасимов

Гасимов Мехралі Сулейман Огли (30 жовтня 1993, Баку) — український політичний діяч азербайджанського походження, Почесний консул України в Азербайджані.

## Біографія та кар'єра
Мехралі Гасимов народився 30 жовтня 1993 року в Баку.
У 2009—2013 рр. отримав ступінь бакалавра за спеціальністю «Міжнародні відносини» на факультеті міжнародних відносин Київського національного університету імені Тараса Шевченка, у 2013—2015 рр. отримав ступінь магістра на цьому ж факультеті.
У 2013—2015 рр. працював менеджером з продажу у компанії «SOCAR Energy», в той же період працював менеджером з продажу у компанії «SAP Azerbaijan».
З 2015 по 2020 рік перебував на посаді заступника директора компанії «DeGolyer&MacNaughton».
З 2020 року працює в Міністерстві закордонних справ України на посаді Почесного консула України в Азербайджані.
Також Гасимов є засновником Українського центру в Азербайджані.

## Нагороди
Указом Президента України Володимира Зеленського Гасимов Мехралі Сулейман оглу нагороджений орденом «За заслуги» III ступеня.
08 Лютого 2023 року, N216-K, Подяка від Руслана Стефанчука, Голови Верховної Ради України за значний особистий внесок у зміцнення міжнародного авторитету України, та активну діяльність по забезпеченню надання дієвої допомоги Україні в умовах російської збройної агресії.
21 Березня 2022 , Орден «Патріот України» від першого командувача Військово-Морських Сил України віцеадмірала Бориса Кожина.